# Milý pane Henshawe
Milý pane Henshawe, v anglickém originále Dear Mr. Henshaw, je kniha pro mládež americké spisovatelky Beverly Clearyové. Kniha poprvé vyšla v roce 1983 a v roce 1984 byla oceněna Medailí Johna Newberyho. 

## Shrnutí příběhu
Spisovatel Boyd Henshaw se v knize ve skutečnosti neobjevuje. Příběh je o malém chlapci, Leigh Bottsovi, který žije se svou rozvedenou matkou a stýská se mu po otci. Začátek knihy je sbírka dopisů, které napsal Leigh svému oblíbenému autorovi panu Henshawovi. Jeho dopisy se postupně stávají více procítěnými a lépe propracovanými, čímž se v nich odráží jeho touha stát se spisovatelem.
V pozdějších částech knihy se styl z dopisů postupně mění na deníkové záznamy. Ačkoliv čtenář odpověď pana Henshawa nikdy přímo nespatří, lze vyvodit, že Leighovi odepsal a navrhl mu, že jestli se opravdu chce stát spisovatelem, měl by si každý den psát deník. Zpočátku mají Leighovy zápisky podobu dodatečných neodeslaných dopisů panu Henshawovi, dokonce začínají stejnou frází. Ale jak postupně dospívá, uvědomí si, že oslovovat spisovatele již není nutné a začne si deník psát pouze sám pro sebe. Příběh začíná, když je Leigh ve druhé třídě, ale během necelých deseti stran se přesouvá do doby, kdy Leigh chodí do šesté třídy, a kdy se také odehrává většina děje knihy.
Deník odhaluje Leighovy pocity osamělosti ve škole, popisuje jeho problémy se nejmenovaným spolužákem, který mu každé ráno ukradne oběd, a nejvíce se soustředí na smutek ohledně rozvodu jeho rodičů.

## Zaměření
Milý pane Henshawe nezapadá do žádné jiné knižní série ani příběhové linie. Navíc se na rozdíl od většiny knih Clearyové neodehrává v Portlandu v Oregonu, nýbrž v Kalifornii.

## České vydání
Kniha byla přeložena kolektivem studentů v rámci projektu neziskové organizace Galacie a vydána nakladatelstvím Návrat domů v roce 2008.
Překladatelé: Tomaš Jakub; Štěpánek Karel; Růžička Jan; Sůva Jiří; Šefčík Pavel; Kousal Petr; Kašpar Ladislav;
Vodička Tomáš; Majer Jan; Vostrý Daniel; Valenta Robert; Mejstřík Martin; Matuška David; Polák Marek; Košťál David; Rieger Tomáš; Škopek Kryštof; Hradecký Vladimír; Filipová Dana; Mužíková Jana; Serdelová Lucie; Paděrová Zuzana; Šmídová Barbora.